# Швидкості V
В авіації існує дуже багато умовних позначень для визначення характерних швидкостей, що використовуються під час випробувань і подальшої експлуатації літака. Усі вони починаються з латинської літери V (velocity) і відомі, як  V швидкості (V speeds) .
Розглянемо деякі, які найчастіше зустрічаються.

## Швидкість прийняття рішення V1
V1 - це максимальна швидкість, за якої можна почати припинення зльоту в разі виникнення аварійних обставин. Також це мінімальна швидкість на якій пілот може продовжити зліт у разі відмови одного двигуна.
В авіації багатьох країн довгі роки вважали, що на цій швидкості пілот повинен ухвалити рішення, але зараз FAA і EASA змінили формулювання: пілот повинен ухвалити рішення до досягнення цієї швидкості, а під час її досягнення (якщо виникла потреба) вже виконати першу дію з припинення зльоту.
Швидкість V1 не повинна бути меншою, ніж швидкість V mcg плюс швидкість, що досягається при критичному двигуні що не працює в період між моментом відмови критичного двигуна та моментом, коли пілот розпізнає відмову двигуна та реагує на неї, що визначається початком першої дії пілота з гальмування літака (наприклад, застосування гальм, зменшення тяги). АВІАЦІЙНІ ПРАВИЛА Частина 25 НОРМИ Льотної придатності літаків ТРАНСПОРТНОЇ КАТЕГОРІЇ 25.107. Злітні швидкості
Під час зльоту з досить довгою ЗПС існує цілий діапазон швидкостей, що відповідають критеріям швидкості V1. Але для зльоту має бути обрана тільки одна швидкість. Критерії вибору більшого або меншого значення V1 описано на сторінці Відмова двигуна на зльоті.

## Швидкість підйому передньої стійки Vr
Vr це швидкість, на якій пілот має почати підйом передньої стійки. Ця швидкість не може бути меншою за V1 і розраховується так, що в разі відмови одного двигуна літак розженеться до безпечної швидкості V2 під час перетинання висоти 35 футів над ЗПС.
Керівництва з льотної експлуатації, як правило, наказують пілотам плавно збільшувати кут тангажу до величини більшої, ніж кут, що відповідає удару хвостової частини літака об ЗПС. Наприклад, на Боїнгу 737 потрібно підіймати ніс спочатку на 15°, при куті торкання хвостом в районі 11° (залежно від модифікації).
При цьому удару не відбувається, оскільки якщо швидкість розрахована правильно, то літак йде від землі. Але якщо пілоти ввели в FMC вагу літака меншу, ніж фактична, FMC розрахує Vr неправильно, то літак не полетить і буде удар хвостом. Історія авіації сповнена такими випадками.

## Безпечна швидкість зльоту V2
V2 - це швидкість, яку літак повинен мати після відриву від ЗПС при перетині висоти 35 футів. Ця швидкість розраховується з умов забезпечення максимального кута нахилу траєкторії в наборі висоти з одним двигуном, що відмовив. Також ця швидкість є мінімальною безпечною з умов забезпечення керованості та балансування.
Ця швидкість не може бути меншою за 1.13 швидкості звалювання у злітній конфігурації (1.08 швидкості звалювання, для літаків, забезпечених пристроями запобігання звалюванню), і не може бути меншою за 1.1 Vmc (мінімальної еволютивної швидкості).

## Мінімальна еволютивна швидкість V mc та Мінімальна еволютивна швидкість розбігу V mcg
Дивись сторінку Мінімальна еволютивна швидкість

## Розрахункова маневрена швидкість Va[9]
Va - це швидкість, вище якої слід уникати маневрів з повним використанням керма напрямку, елеронів або керма висоти, а також маневрів з кутами атаки, близькими до кута звалювання
Ця швидкість видається фірмою виробником літака з умов міцності. Як правило, якщо на цій швидкості збільшити кут атаки до максимально допустимого, то літак досягне максимального допустимого перевантаження (2.5 g для транспортних літаків).

## Максимальна експлуатаційна гранична швидкість V mo, M mo
Vmo/Mmo - це швидкість або число Маха, яке з них відповідає меншій швидкості на заданій висоті, які не припустимо навмисно перевищувати на будь-якому з етапів польоту.
V mo призначається на підставі швидкостей Vd(Vdf), заданих під час проєктування і підтверджених у випробуваннях. Пілот, який ненавмисно перевищив V mo, не повинен досягти або перевищити Vd, оскільки в цьому разі на літаку можуть початися катастрофічні процеси. Для цього призначаються мінімальні запаси за швидкістю: - приріст швидкості, який отримає літак під час зниження протягом 20 секунд із кутом нахилу траєкторії 7.5°; - запас за числом М = 0.07. Встановлюється найбільший із цих запасів за швидкістю.
Ненавмисне перевищення Mmo можливе (і регулярно відбувається) у крейсерському польоті під час перетину струменевих течій і атмосферних фронтів. Якщо швидко зростає зустрічний компонент вітру або швидко зменшується попутний компонент, це призводить до зростання індикаторної швидкості/числа М. Іноді потрібен випуск інтерцепторів, щоб запобігти перевищенню Mmo. Невелике перевищення Mmo на великій висоті не несе загрози безпеці, тоді як перевищення Vmo на малій висоті може призвести до серйозних наслідків.

## Розрахункова швидкість пікірування Vd; Продемонстрована швидкість пікірування в польоті Vdf
Розрахункова швидкість пікірування Vd - це найвища швидкість, яку планується досягти під час випробувань.
Продемонстрована швидкість пікірування в польоті Vdf - це найвища фактична швидкість, досягнута під час випробувань.
Політ, який на жаль закінчився катастрофою, був на досягнення Vd на літаку Ан-124.
Навчання екстреного зниження призвело до перевищення Vd і катастрофи Ан-148.

## Опорна швидкість посадки V ref
Опорну швидкість посадки визначають як 1.3 швидкості звалювання в посадковій конфігурації, вона залежить від ваги літака та обраного кута випуску злітно-посадкової механізації.

## ШвидкостізвалюванняVs, Vs0, Vs1
Vs - це швидкість звалювання або мінімальна швидкість усталеного польоту за якої літак зберігає керованість.
Vs0 - це швидкість звалювання або мінімальна швидкість усталеного польоту за якої літак зберігає керованість у посадковій конфігурації.
Vs1 - це швидкість звалювання або мінімальна швидкість усталеного польоту за якої літак зберігає керованість у заданій конфігурації.
Авіаційні правила 25.201 (d) Демонстрація звалювання
Ознаки звалювання, що проявляються окремо або в комбінації:
- Опускання носа літака або поява крену, яке неможливо легко відбивати. (Рейс 3407 Colgan Air)
- Тряска, величина та інтенсивність якої є сильною та ефективною перепоною подальшого зменшення швидкості.
- Важіль управління за тангажем досягає свого упору в положення "на себе", і водночас не відбувається подальше збільшення кута тангажу в разі утримання важеля управління на упорі.(Катастрофа A330 над Атлантичним океаном)
Звалювання є мимовільним аперіодичним або коливальним рухом літака, що виникає внаслідок розвитку зриву потоку з крила на кутах атаки близьких до критичного. Цей рух протікає з порівняно великими, помітними для льотчика, змінами кутових швидкостей і (або) кутових прискорень. Під час виходу на режим звалювання істотно погіршується, а іноді навіть настає практично повна втрата керованості літака (насамперед зазвичай втрачається поперечна керованість через падіння ефективності елеронів). Цей мимовільний рух повністю не можна відбивати без зменшення кута атаки літака.